# Eragrostis plumbea
Eragrostis plumbea är en gräsart som beskrevs av Frank Lamson Scribner och William James Beal. Eragrostis plumbea ingår i släktet kärleksgrässläktet, och familjen gräs. Inga underarter finns listade i Catalogue of Life.